# Панинский сельсовет (Амурская область)
Па́нинский сельсове́т — сельское поселение в Октябрьском районе Амурской области.
Административный центр — село Панино.

## История
17 марта 2005 года в соответствии с Законом Амурской области № 457-ОЗ муниципальное образование наделено статусом сельского поселения.

## Население
| 2002 | 2010 | 2011 | 2012 | 2013 | 2014 | 2015 |
| ---- | ---- | ---- | ---- | ---- | ---- | ---- |
| 483  | ↘354 | ↘351 | ↘350 | ↘333 | ↘327 | ↘320 |
| 2016 | 2017 | 2018 | 2021 |      |      |      |
| ↘304 | ↘303 | ↘286 | ↗337 |      |      |      |

## Состав сельского поселения
| № | Населённый пункт | Тип населённого пункта       | Население |
| - | ---------------- | ---------------------------- | --------- |
| 1 | Панино           | село, административный центр | ↘202      |
| 2 | Южный            | посёлок                      | ↘84       |